# 羅德島紅雞

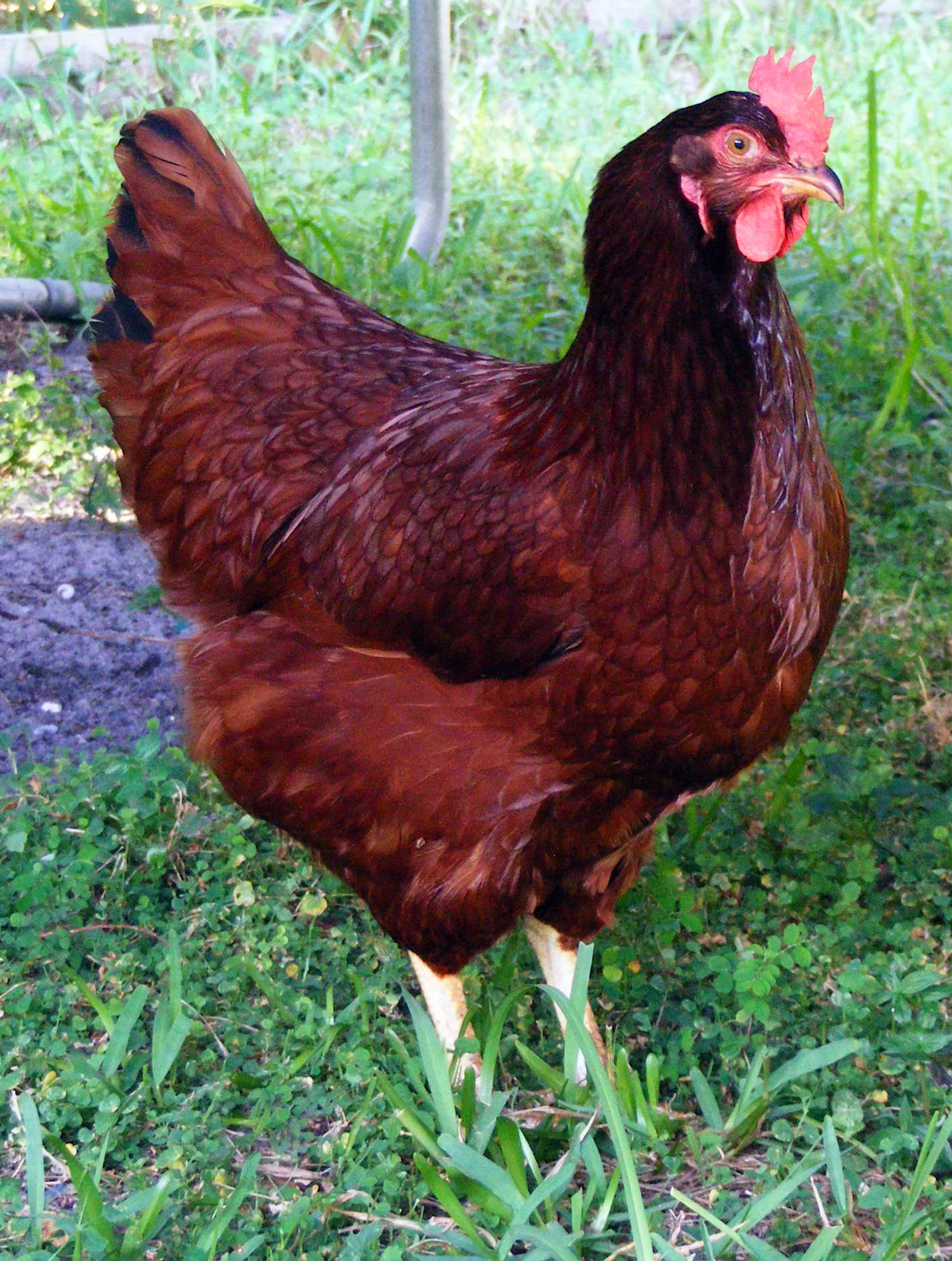
母雞

羅德島紅雞，是一種源自美國羅德島州的雞，因毛色帶紅色而得名。其體色是源自其馬來血統。
此種以體格強健、對熟人友善但對外界具侵略性，以及肉、蛋、觀賞兼具的多用途特性聞名。是羅德島州的州鳥。